# Anwar Ibrahim
Anwar bin Ibrahim (malajisk: أنور بن إبراهيم; født 10. august 1947) er en malaysisk politiker og siden 24. november 2022 Malaysias premierminister. Har var leder af oppositionen mellem august 2008 og marts 2015 og igen fra maj 2020 til november 2022.
I 1971 deltog han i grundlæggelsen af Den islamske ungdomsbevægelse i Malaysia (Angkatan Belia Islam Malaysia) og spillede en væsentlig rolle i organisationen frem til april 1982, da han blev medlem af United Malays National Organisation (UNMO). Han blev en af protegeerne til premierminister Mahathir Mohamad.
Anwar var medlem af Malaysias parlament fra 1982 til 1999. Han var vicepremierminister og finansminister fra 1. december 1993 til 2. september 1998.

## Anklager om korruption og seksuelle afvigelser mens Ibrahim var oppositionspolitiker
I 1999 blev han dømt til seks års fængsel for korruption. Året efter blev han i tillæg dømt til ni års fængsel for påstået homoseksuelle handlinger med sin chauffør. I september 2004 ophævede Malaysias højesteret overraskende den anden dom, og Anwar blev løsladt fra fængsel.
Den 29. juni 2008 rapporterede Malaysiakini, en online nyhedsportal, at en af Anwar Ibrahims ansatte, Saiful Bukhari Azlan, havde indgivet en politianmeldelse, hvor han hævdede, at han var blevet misbrugt (sodomiseret) af Anwar. Anwar sagde, at anklagerne og mulighed for en fængselsstraf som følge af påstandene er et forsøg på at undergrave hans ledende position i oppositionen, og kommer efter hans voksende støtte op til suppleringsvalgene. Han understregede sin uskyld og fremlagde lægeerklæringer som beviser. Anwar blev fundet uskyldig af højesteret den 9. januar 2012. Retsformanden Justice Mohamad Zabidin Mohd diah fandt, at DNA-beviserne, som anklagemyndigheden havde fremlagt var upålidelige, og frikendte Anwar. Elleve dage senere kærede anklagemyndigheden frifindelsen.
To år senere omstødte appelretten frifindelsen. De tre dommeres afgørelse var enstemmig, og underkendte højesterets tvivl om DNA-beviserne. Den 4. marts 2014 blev Anwar idømt fem års fængsel, men er fri mod kaution, mens han appellerer dommen. Human Rights Watch og Den Internationale Juristkommission har beskyldt den malaysiske regering for at blande sig i retssagen. Den 10. februar 2015 stadfæstede den malaysiske føderale domstol afgørelsen fra appeldomstolen og bekræftede den femårige fængselsdom.

## Kritik
Den 3. januar 2023 udnævnte Anwar sin datter Nurul Izzah til premierministerens senior økonomiske og finansielle rådgiver, hvilket vakte tvivl og stridigheder fra alle parter, og også udløste kritik af regeringens nepotisme.